# Matti Markkanen
Matti Vilho Olavi Markkanen, senere Martin Edholm, (født 4. december 1937 i Lappo, Finland, død 2. marts 2016 i Helsingfors), var en finsk bankrøver. 
I Danmark var han kendt som Volvo-røveren, fordi han fortrinsvis brugte Volvoer som flugtbiler.
Markkanen gennemførte hundredevis af forbrydelser, mestendels bankrøveri, fra 1960'erne til tidligt i 1980'erne, i næsten alle de nordiske lande. Markkanen blev anholdt den 3. november 1980 i Småland. Han tilbragte de 20 følgende år i fængsel, fra hvilke han flygtede to gange.
Taavi Kassilas bog Kameleontti (Kamæleon) hævder, at Markkanen også arbejdede som spion for KGB og var med i den franske terrororganisation Organisation de l'Armée Secrète.

## Radiomontagen:Røveren, der ikke kunne gyse
Markkanen fortæller, at hans bevæggrunde til at blive bankrøver i Danmark var, at han ville udstille politiets manglende evne til at leve op til en udtalelse om, at bankrøveri ikke ville lykkes i Danmark, fordi en røver ville blive pågrebet inden for en uge.
Ligeledes skulle valget af flugtbiler af mærket Volvo være grundet i en påstand fra producenten om, at Volvoer ikke kunne stjæles.
Hans handlinger skulle (igen iflg. Markkanen) skyldes en opdragelse og opvækst, der fik ham til ikke at have respekt for autoritet. Han gjorde det mere for spændingen end for pengene, da han (igen iflg. ham selv) ville kunne have fået langt større udbytte ved at svindle i stedet for at røve og han begræder, at hans røverier måske har været med til at inspirere andre til lignende kriminalitet.